# Іво Віктор
Іво Віктор (чеськ. Ivo Viktor; 21 травня 1942, Кржелов, Протекторат Богемії і Моравії) — чехословацький футболіст, воротар. Найкращий воротар Чехословаччини у післявоєнний період. Чемпіон Європи 1976. П'ять разів був визнаний найкращим гравцем чемпіонату Чехословаччини.

## Кар'єра

### Клубна
Грав за чехословацькі команди «Желєзарни Простейов», «РГ Брно», «ФК Збройовка Брно» та «Дукла Прага». У вищій лізі чемпіонату Чехословаччини зіграв 316 матчів.

### Збірна
Дебютував в збірній своєї країни у 1966 році на «Маракані» в матчі проти збірної Бразилії. За збірну Чехословаччини в період 1966—1977 зіграв 63 матчі, в тому числі в 17 матчах був капітаном команди. Був учасником фінального турніру чемпіонату світу 1970 року.
На чемпіонаті Європи 1976 року став одним з найяскравіших гравців турніру і допоміг збірній Чехословаччини завоювати золоті медалі. За результатами турніру отримав приз найкращого воротаря, а в кінці року посів третє місце в конкурсі найкращих футболістів року у Європі «Золотий м'яч».

## Досягнення
- Чемпіон Європи: 1976
- Чемпіон Чехословаччини: 1963–64, 1965–66
- Володар Кубка Чехословаччини: 1964–65, 1965–66, 1968–69
- Найкращий футболіст Чехословаччини: 1968, 1972, 1973, 1975, 1976

## Цікаві факти
- Свій перший гол у воротах збірної Чехословаччини пропустив від самого короля футболу Пеле.[1] Другий гол пропустив теж від його ноги через дві хвилини після першого.
- Приз найкращому воротарю сезону чемпіонату Чехії називається «Приз Іво Віктора».